# Andrea Gawrich
Andrea Gawrich (* 1970 in Witten) ist eine deutsche Politikwissenschaftlerin. Sie lehrt als Professorin mit dem Schwerpunkt Internationale Integration an der Justus-Liebig-Universität Gießen.

## Leben
Gawrich studierte Geschichte sowie Politikwissenschaft und Sozialökonomie an der Ruhr-Universität Bochum und schloss ihr Studium 1997 ab. Im Anschluss arbeitete sie bis 1999 als wissenschaftliche Mitarbeiterin bei Wilhelm Bleek, ebenfalls in Bochum und war an unterschiedlichen Forschungsprojekten beteiligt. Im Jahr 2005 erfolgte ihre Promotion zum Thema Ethnische Minderheiten im Transformations- und Konsolidierungsprozess Polens. Verbände und politische Institutionen ebendort. Ihre Gutachter waren Wilhelm Bleek und Ulrich Widmaier. In den folgenden Jahren war sie – unterbrochen von einer Vertretungsprofessur an der Universität Duisburg-Essen im Sommersemester 2009 – an der Universität Kiel im Bereich der Politikwissenschaft tätig. Hier leitete sie neben umfangreichen Tätigkeiten in der Lehre mehrere Forschungsprojekte und schloss im Sommersemester 2011 ihre Habilitation ab. Im Oktober 2012 nahm sie einen Ruf an die Justus-Liebig-Universität Gießen an.
Gawrich ist Mitglied der Deutschen Vereinigung für Politikwissenschaft sowie der Deutschen Gesellschaft für Politikwissenschaft. Von 2021 bis 2023 war Gawrich die Vorsitzende der Deutschen Gesellschaft für Politikwissenschaft.
Sie forscht und lehrt u. a. zu den Themen Europäisierung, Regionale Integration sowie Internationale Demokratieförderung.

## Schriften (Auswahl)
- Regierungssysteme Zentral- und Osteuropas. Ein einführendes Lehrbuch, Opladen 1999 (gem. mit Ulrich Widmaier und Ute Becker).
- Minderheiten im Transformations- und Konsolidierungsprozess Polens. Verbände und politische Institutionen, Opladen 2003 (zugleich: Dissertation, Bochum, 2003).
- Politik und Geschichte. „Gute Politik“ und ihre Zeit. Wilhelm Bleek zum 65. Geburtstag, hrsg. mit Hans J. Lietzmann, Münster 2005, ISBN 3-89691-623-8.
- Grundzüge des politischen Systems Deutschlands, 13. Auflage, völlig überarb. Neuausg, München 2007 (gem. mit Kurt Sontheimer und Wilhelm Bleek).
- Sozialer Staat, soziale Gesellschaft. Alte und neue Herausforderungen der Sozialpolitik, hrsg. zusammen mit Wilhelm Knelangen und Jana Windwehr, Opladen 2009.
- Resources from Energy as a curse? Rentierism and Energy Policy in Post-Soviet States, hrsg. zusammen mit Anja Franke und Jana Windwehr, Opladen 2011, ISBN 978-3-86649-340-7.
- Demokratieförderung in Europarat und OSZE. No carrots and no sticks, Wiesbaden 2013 (zugleich: Habilitationsschrift, Kiel, 2011).
- zusammen mit Wilhelm Knelangen (Hrsg.): Globale Sicherheit und die Zukunft politischer Ordnung, Verlag Barbara Budrich, Opladen 2017, ISBN 978-3-8474-2071-2.